# Anne Iversen
Anne Iversen   (Gentofte, 12 d'agost de 1923 - 6 de juliol de 2015) va ser una atleta danesa especialista en salt d'alçada, que va competir durant la dècada de 1940.
El 1948 va prendre part en els Jocs Olímpics de Londres, on fou novena en la prova del salt d'alçada del programa programa d'atletisme.
En el seu palmarès destaca una medalla de bronze en la prova del salt d'alçada al Campionat d'Europa d'atletisme de 1946, rere Anne-Marie Colchen i Aleksandra Chudina. Va guanyar vint campionats nacionals, destacant set en salt d'alçada (de 1944 a 1948, 1950 i 1951), quatre en salt de llargada (de 1945 a 1948), i tres de 80 metres tanques (de 1945 a 1947).
Va millorar el rècord danès quatre vegades en salt d'altura i dues en pentatló.

## Millors marques
- 80 metres tanques. 12.0" (1948)
- salt d'alçada. 1,62 metres (1950)
- salt de llargada. 5,48 metres (1948)[6]